# Neafrapus cassini
Neafrapus cassini е вид птица от семейство Бързолетови (Apodidae).

## Разпространение
Видът е разпространен в Ангола, Габон, Гана, Екваториална Гвинея, Камерун, Република Конго, Демократична република Конго, Кот д'Ивоар, Либерия, Нигерия, Сиера Леоне, Уганда и Централноафриканската република.